# Nicolae Mișu (II)
Nicolae Mișu (n. 18 ianuarie 1893, Viena, Austro-Ungaria – d. 1973, București, România) a fost un diplomat și jucător de tenis român.
Nicolae Mișu s-a născut la Viena la 18 ianuarie 1893 la Viena, Austro-Ungaria, unde tatăl său Nicolae Mișu era în post ca ministru plenipotențiar.
A urmat cariera diplomatică a tatălui său până în 1947.
În afară de aceasta era un bun jucător de tenis, fiind primul român care a reprezentat România în competiții internaționale. A câștigat concursul internațional de tenis de la Monte Carlo în 1919 și a participat la Jocurile Olimpice de vară din 1924 de la Paris. În 1927 a făcut parte, împreună cu Ghica Poulieff din echipa de Cupa Davis a României.
Nicolae Mișu a murit la București în 1973.